# Festa de São Benedito (Vitória)
A Festa de São Benedito de Vitória, no Espírito Santo, é uma festa tradicional que move a comunidade do centro histórico da cidade e envolve a participação da Igreja de Nossa Senhora do Rosário e também do Convento de São Francisco, ambos na capital capixaba.

## Origem

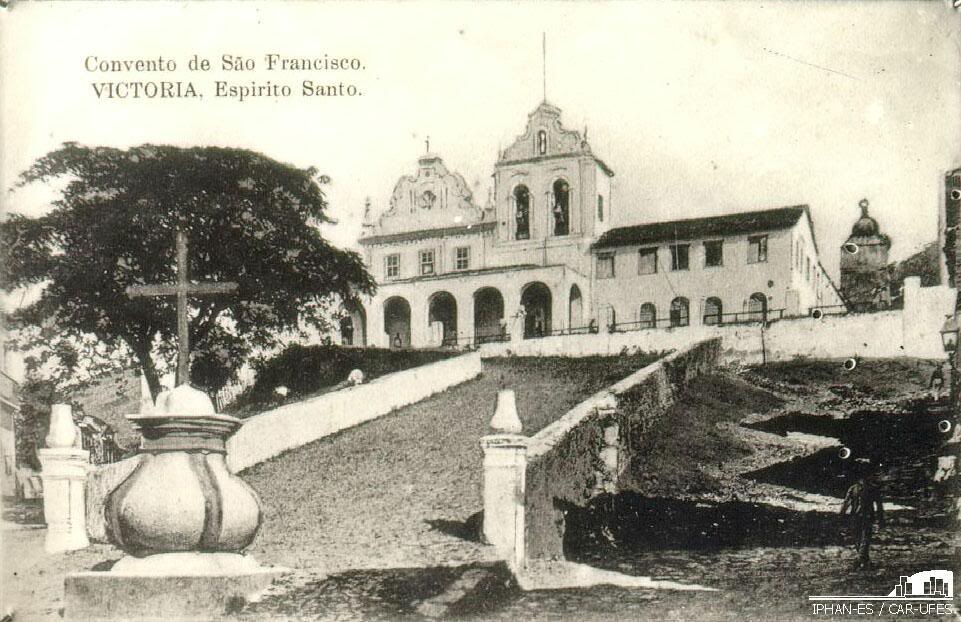
Fotografia do Convento de São Francisco de Vitória em 1909, onde surgiu a Irmandade de São Benedito.

A Festa de São Benedito em Vitória tem uma origem diretamente ligada aos africanos e afrodescendentes no Espírito Santo, tendo sido iniciada em reuniões religiosas que uniam africanos, cristãos novos e escravos. A festa estaria relacionada ao naufrágio do navio negreiro Palermo (nome da cidade onde São benedito morreu, na Itália) no litoral capixaba, quando os tripulantes se viram obrigados a agarrar o mastro da embarcação para sobreviver até chegarem à costa. Esses, então, iniciaram as homenagens anuais ao santo, que os teria protegido da morte.
A primeira irmandade de São Benedito surgiu em Vitória no ano de 1595, em uma capela que existia na Ladeira da Tapera, ao lado do Convento de São Francisco, sendo posteriormente transferida para a capela da Ordem Terceira do Convento. Anos depois, outra irmandade de São Benedito foi fundada na Igreja de Nossa Senhora do Rosário e ambas passaram a dividir a única imagem do santo que havia na cidade.

Isso teria mudado em 1832, quando o guardião do Convento, frei Manuel de Santa Úrsula, teria proibido a imagem de ser levada para a outra igreja. Os irmãos da Igreja do Rosário, então, roubaram a imagem, como descreveu o autor Jair Etienne Dessaune:
Vitória, 23 e setembro de 1833

Pelo Porto dos Padres vêm disfarçadamente três indivíduos, que passam para a Rua da Lapa, sobem a Ladeira dos Frades (...), rumam para a igreja e rentes às paredes, entram ligeiro no templo, e furtam o santo. (...) Descem para os Pelames, tomam a Rua do Piolho e chegam ofegantes da desabalada carreira, à ponte existente no Largo da Conceição. (...) Nem bem o trio atinge a mencionada ponte, começam a repicar os sinos do Rosário, e outros engrossam o bando, que se avoluma. (...) Do Largo da Conceição, à escadaria e ao adro da igreja, num pulo, os devotos caminham ao som de vivas e foguetes que sobem ao ar, é o glorioso São Benedido recebido e guardado naquele templo. Não descansam os irmãos de São Benedito e formam uma guarda unida e fiel que durante largo período de sentinela ficou naquela igreja, para que não pudesse aquela venerada imagem, tradicional relíquia de um culto que já se fazia em 1595, ser dali retirada.
A irmandade do Convento acabou por encomendar uma imagem nova, o que fez com que a irmandade do Rosário começasse a chamar aqueles de Caramurus - partido político do período imperial brasileiro -, por sua ostentação e conflitos. Os irmãos do Convento, por sua vez, decidiram chamar os outros de Peroás - um peixe que na época tinha pouco valor, cujas listras azuis combinavam com as cores da irmandade do Rosário.
Foi assim que surgiu a desavença das irmandades de São Benedito, entre Caramurus e Peroás, e durante suas procissões, elas paravam diante da igreja rival e faziam saudações festivas, iniciando assim a tradição.

## A Festa

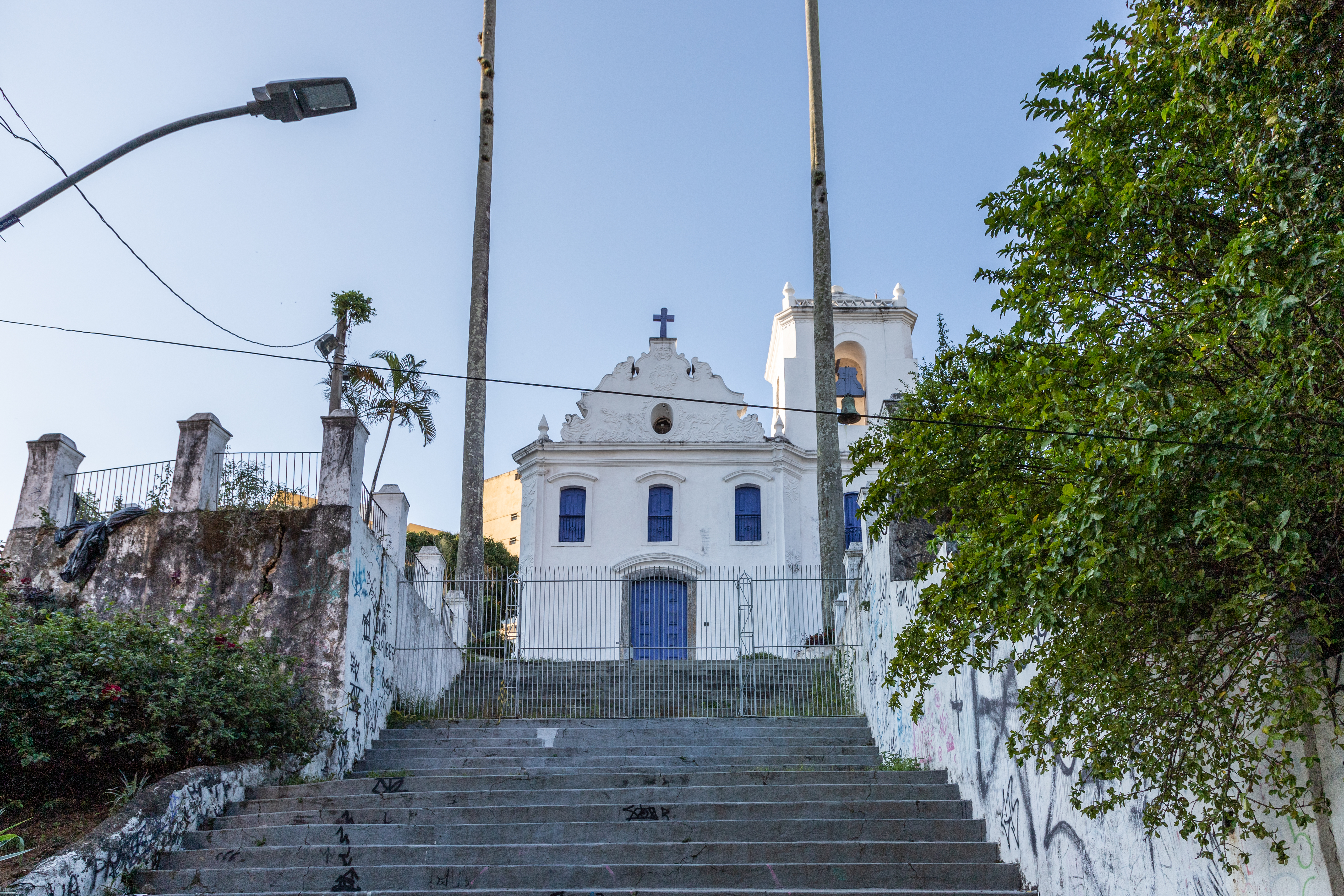
Igreja de Nossa Senhora do Rosário, de onde sai a procissão de São Benedito

A irmandade do Convento de São Francisco desapareceu no início do século XX, ficando apenas a Irmandade de São Benedito do Rosário responsável pela procissão anual que é feita até hoje no dia 27 de dezembro.
A procissão desce a escadaria do Rosário com o guião e o estandarte de São benedito à frente, seguido da diretoria da Irmandade, empunhando suas varetas de prata. Os irmãos seguem em duas alas, usando os distintivos da irmandade: as mulheres sobre roupa branca, trazem a fita roxa com a medalha de São Benedito e Nossa Senhora do Rosário ao peito; os homens usam a roupa roxa sobre veste bege. Todos carregam velas acesas, que substituíram as antigas tochas. O santo é carregado pelos devotos do povo - que se alternam na função devido ao peso do andor, sempre enfeitado com rosas vermelhas. Fechando o cortejo, a Banda da Polícia Militar substitui a antiga Filarmônica Rosariense. A processão começa na rua do Rosário, entra na rua Graciano Neves, vai até a Fonte Grande, onde é festejada com o tradicional foguetório, segue para a Catedral, local de celebração da missa, em louvor a São benedito, e volta para ao Igreja do Rosário, que recepciona seu santo.
Durante a festa, acontece a Puxada e a Fincada do Mastro de São Benedito, tradição que estaria relacionada aos sobreviventes do mencionado naufrágio, que seguraram no mastro para sobreviver.

## Museu
Hoje, existe o Museu de São Benedito do Rosário, nas dependências da igreja, que reúne diversas peças históricas relacionadas à Festa e à procissão de São Benedito. 